# Éramos seis (telenovela de 2019)
Éramos Seis es una telenovela brasileña producida y emitida por Rede Globo desde el 30 de septiembre de 2019, sustituyendo Órfãos da Terra, hasta el 27 de marzo de 2020, siendo sustituida por Nos Tempos do Imperador. Fue la 94.ª telenovela exhibida en el horario de las 18 horas, y contó con 154 capítulos grabados.
Basado en el libro Homónimo de 1943 de Maria José Dupré. Escrita por Ângela Chaves y dirigida por Pedro Peregrino y Carlos Araújo, la telenovela fue protagonizada por Glória Pires, Nicolas Prattes, Danilo Mesquita, Giullia Buscacio, André Luiz Frambach, Cássio Gabus Mendes, Susana Vieira y Joana de Verona en los papeles principales.

## Trama
La historia cuenta la vida de una familia burguesa en São Paulo entre las décadas de 1920 y 1940. Lola es una mujer amable y devota de su familia casada con Júlio, que aspira a ser rica y se endeuda para financiar una casa en la Avenida Angélica, en São Paulo; Tienen cuatro hijos juntos. El estudioso Carlos es el orgullo de la familia, pero tiene una relación romántica problemática con Inês, cuya madre se opone a él. Alfredo vive en conflicto con sus padres debido a sus maneras rebeldes y alborotadoras, además de odiar a su hermano mayor por celos. La consentida Isabel sorprende a todos cuando se involucra con Felício, divorciado. Julinho sale con Lili, pero aspira a ascender socialmente y ve esta oportunidad en su romance con Soraia, hija del rico Assad, el jefe de su padre. Después de la prematura muerte de su esposo, Lola comenzó a vender delicias caseras para mantener a su familia.
La tía paterna de Lola, Emília, es una viuda millonaria amargada que nunca ayudó a su familia y vive aislada cuidando a su hija, Justina, que tiene problemas mentales y no puede salir de casa por eso. Envió a su hija menor, Adelaide, a Suiza cuando era pequeña, pero la chica regresa siendo grande y entra en conflicto con su madre por las ideas feministas y su insistencia en que no se prive a su hermana de la vida social, además de ser sexualmente liberal. e involucrarse con el primo Alfredo. En Itapetininga, en el interior de São Paulo, vive el resto de la familia de Lola: su dulce madre María, su tía materna Candoca y sus hermanas Clotilde y Olga. Lamentablemente, Clotilde vive lejos de Almeida, con quien puso fin a su relación al descubrir que estaba separado, por miedo a ser juzgada, aunque espera encontrar el coraje para vivir enamorada. Olga, en cambio, siempre soñó con estar en la alta sociedad, pero decidió casarse con su gran amor, Zeca, aunque era un humilde farmacéutico, logrando que su tía Emília lo contratara para que se ocupara de sus negocios, ganando así un buen sueldo y dándole una buena vida.
Shirley siempre creyó que había sido abandonada embarazada por João Aranha, sin saber que todo era un montaje de su madre, al encontrarlo más de diez años después, cuando descubrió la verdad. Sin embargo, ya está casada con Afonso, quien recuperó a su hija, Inês, provocando que ella se debata entre su amor, mientras que Aranha comienza a mostrarse como un tío posesivo y diferente al de antes. El mejor amigo de Lola es el hablador Genu, casado con el sumiso Virgulino, con quien tiene dos hijos: Lili y Lúcio, enamorado de Isabel.

## Elenco
| Actor/Actriz              | Personaje                                  |
| ------------------------- | ------------------------------------------ |
| Glória Pires              | Eleonora Amaral de Lemos (Lola)            |
| Danilo Mesquita           | Carlos Abílio de Lemos                     |
| Nicolas Prattes           | Alfredo Abílio de Lemos                    |
| Giullia Buscacio          | Isabel Abílio de Lemos                     |
| André Luiz Frambach       | Júlio Abílio de Lemos Filho (Julinho)      |
| Cássio Gabus Mendes       | Afonso dos Santos                          |
| Susana Vieira             | Emília Amaral Bocaiúva                     |
| Joana de Verona           | Adelaide Amaral Bocaiúva                   |
| Carol Macedo              | Inês Ferreira dos Santos                   |
| Paulo Rocha               | Felício de Souza                           |
| Rayssa Bratillieri        | Soraia Assad                               |
| Simone Spoladore          | Clotilde Amaral                            |
| Ricardo Pereira           | Argemiro de Almeida (Almeida)              |
| Maria Eduarda de Carvalho | Olga Amaral Marcondes de Bueno             |
| Eduardo Sterblitch        | José Carlos Marcondes de Bueno (Zeca)      |
| Julia Stockler            | Justina Amaral Bocaiúva                    |
| Bárbara Reis              | Shirley Ferreira                           |
| Marcela Jacobina          | Natália Tellman                            |
| Triz Pariz                | Maria Lídia Coutinho (Lili)                |
| Jhona Burjack             | Lúcio Coutinho                             |
| Kelzy Ecard               | Genuína Coutinho (Genu)                    |
| Kiko Mascarenhas          | Virgulino Coutinho                         |
| Werner Schünemann         | Jorge Assad (Assad)                        |
| Mayana Neiva              | Karine Fagundes Assad                      |
| Virgínia Rosa             | Durvalina (Durva)                          |
| Camila Amado              | Cândida Amaral (Tía Candoca)               |
| Denise Weinberg           | Maria Amaral                               |
| Stepan Nercessian         | Delegado Gusmões                           |
| Brenno Leone              | Elias Al-Fashi                             |
| Izak Dahora               | Sebastião (Tião)                           |
| Guilherme Ferraz          | Marcelo de Souza                           |
| Thiago Justino            | Higino                                     |
| Nilson Nunes              | Alaor                                      |
| Caroline Verban           | Hermengarda / Nely                         |
| Duda Batista              | Emily Amaral Marcondes de Bueno            |
| Marjorie Queiroz          | Emiliana Amaral Marcondes de Bueno         |
| André Cidade              | Otávio Amaral Marcondes de Bueno (Tavinho) |
| Noha Hamdan               | Rita Almeida                               |
| João Vitor Manhães        | Ernesto Almeida                            |

### Participaciones especiales
| Actor/Actriz        | Personaje             |
| ------------------- | --------------------- |
| Antonio Calloni     | Júlio Abílio de Lemos |
| Caco Ciocler        | João Aranha           |
| Luciana Braga       | Zulmira de Souza      |
| Walderez de Barros  | Marlene de Lemos      |
| Lavínia Pannunzio   | Lucy Assad            |
| Othon Bastos        | Sacerdote Venâncio    |
| Nicola Siri         | Osório Tavares        |
| Daniel Boaventura   | Adoniran              |
| Aline Borges        | Dr. Selma Telles      |
| Giselle Batista     | Antonieta Piedade     |
| Ellen Rocche        | Marion                |
| Cláudia Ventura     | Maestra Benedita      |
| Roberto Frota       | Dr. Vicente           |
| Joelson Medeiros    | Ismael                |
| Luca de Castro      | Dr. Evaristo          |
| Gillray Coutinho    | Sinval                |
| Camilo Bevilacqua   | Simão                 |
| Paulo Carvalho      | Sr. Hilton            |
| Eunice Bráulio      | Doña Carola           |
| Carla Nunes         | Mabel Chagas          |
| Isaac Bernat        | Josias Chagas         |
| Breno Nina          | Ricardo Neves (Neves) |
| Beatriz Campos      | Leontina Neves        |
| Raphaela Moraes     | Rosaura Almeida       |
| Lucas Domso         | Roberto               |
| Ademir de Souza     | Payaso Sorriso        |
| Werles Pajero       | Sílvio                |
| Tiago Homci         | Dráusio               |
| Pia Manfroni        | Esmeralda             |
| Maria Mônica Passos | Partera               |
| Gustavo Trestini    | Tinoco                |
| Edvard Vasconcelos  | Juez Everaldo         |
| Bernardo Dugin      | Nero                  |
| Marcos Dioli        | Clóvis                |
| Lucas Miranda       | Laércio               |
| Roberto Lobo        | Cassimiro             |
| Antônio Alves       | Sr. Barbosa           |
| Karla Muniz         | Dora Bulcão           |
| Bárbara Vento       | Dita                  |
| Gabriela Catai      | Tamara                |
| Giovanna Sanches    | Eglantine             |
| Luciano Pullig      | Matias                |
| Gabriel Borges      | Euclides              |
| Maitê Motta         | Paulete               |
| Xande Valois        | Carlos (niño)         |
| Pedro Sol Victorino | Alfredo (niño)        |
| Maju Lima           | Isabel (niña)         |
| Davi de Oliveira    | Julinho (niño)        |
| Gabriella Saraivah  | Inês (adolescente)    |
| Melissa Nóbrega     | Soraia (niña)         |
| Bruna Negendank     | Lili (niña)           |
| Arthur Gama         | Lúcio (niño)          |
| Lipinho Costa       | Tião (niño)           |

## Recepción

### Audiencia
En su primer capítulo registró 24 puntos, el mejor debut desde Tempo de Amar. El segundo capítulo registró 23 puntos. El sexto capítulo registró 18 puntos. En su primera semana, acumuló 21 puntos, superando a cuatro predecesores, pero quedando por detrás de Tempo de Amar, Sol Nascente y Êta Mundo Bom! y Beyond Time. Su séptimo capítulo, mostrado el 7 de octubre, rompió un récord con 26 puntos. Registró el mismo promedio el 17 de marzo de 2020. El 24 de marzo de 2020, rompió otro récord con 27 puntos y picos de 30, el promedio más alto en los últimos tres años. El 31 de diciembre de 2019, registró su promedio más bajo con 15 puntos.